# Mpika
Mpika is een plaats in de Zambiaanse provincie Muchinga.
In 2006 telde Mpika ongeveer 29.000 inwoners, in 2010 was dat aantal toegenomen tot 40.000 inwoners. Het is de hoofdplaats van het gelijknamige district Mpika.

## Geografie
Mpika ligt op een hoogte van 1450 meter boven zeeniveau. Het ligt in het Muchingagebergte tussen het dal van de rivier de Luangwa in het westen en de moerassen van het Bangweulumeer in het oosten. Deze beide gebieden zijn moeilijk toegankelijk en bijna niet ontsloten. De omgeving van Mpika heeft een vochtig subtropisch klimaat (of Chinaklimaat), code Cwa volgens de klimaatclassificatie van Köppen. Door de hoge ligging zijn de temperaturen gematigd. De warmste maand is oktober met overdag een gemiddeld maximum van 30°C; in de koelste maand juli ligt het maximum rond 22,5°C. De jaarlijkse neerslag bedraagt gemiddeld 1040 mm. In de natte tijd, december, januari en februari, valt meer dan 200 mm per maand. In juni, juli en augustus valt (vrijwel) geen regen. Mpika ligt in een savannelandschap, ter plaatse Miombobos genoemd.

## Economie
Het district is met minder dan 4 personen per km² een van de dunst bevolkte gebieden van Zambia. De zure bodem is ondanks voldoende neerslag onvruchtbaar. Voor akkerbouw is dure kunstmest nodig om calcium en kalium in te brengen. 
Mpika is een belangrijk verzorgingscentrum voor de omgeving. Tweemaal per week komt de personentrein van Dar es Salaam naar Kapiri Mposhi in beide richtingen langs, waarbij de passagiers op het station van Mpika inkopen kunnen doen. De Tanzam Highway is ook een inkomstenbron door de dienstverlening aan de chauffeurs, voertuigen en passagiers.

## Infrastructuur
Mpika is vrij goed bereikbaar omdat het is gelegen aan de TAZARA-spoorweg en de Tanzam Highway, die hier de aanduiding T-2 heeft. Er is een klein vliegveld met onverharde baan van 1200 meter lengte. De stad beschikt over drie tankstations, een supermarkt, enkele overnachtingsmogelijkheden (zoals Bayama’s Lodge), het Zambia College of Agriculture en een door kerken ondersteund ziekenhuis, dat goedkope medische verzorging aanbiedt.

## Toerisme
In de Bayama’s Lodge bevindt zich een toeristisch informatiecentrum. Halfweg richting Serenje ligt het 10.000 hectare grote Mutinondo Wilderness Area. Op 100 km afstand is een 100 km² groot veefokbedrijf Shiwa Ng’andu (meer van de koninklijke krokodil) werkzaam. Dit bedrijf beschikt over enkele gastenkamers in Britse koloniale stijl, wordt omgeven door warme bronnen, beschikt over ongeveer 1500 dieren en 200 medewerkers. In de omgeving ligt de rivier Mansha, met zeer brede en 15 meter hoge watervallen. Op elf kilometer afstand liggen in dezelfde rivier de Chusawatervallen. Zowel het wildpark Mutinondo als het veebedrijf leven van het toerisme. Verder zijn in de omgeving nog te vinden de Lwitikilawatervallen, de warme bronnen van Kapishya en de Nachikufugrotten met neolithische rotstekeningen.

## Religie
Mpika is de zetel van een rooms-katholiek bisdom.

## Geboren
- Michael Sata (1937-2014), president van Zambia (2011-2014)